# Хорхе Хулио Роча
Хорхе Хулио Роча (шп. Jorge Eliécer Julio Rocha; Ел Ретен, 4. април 1969) је колумбијски боксер. На Олимпијским играма 1988. у Сеулу освојио је бронзану медаљу у категорији до 54 килограма. У професионалној каријери освојио је ВБА и ВБО титуле.

## Спољашњи извори
- Хорхе Хулио Роча на сајту Sports-Reference.com (архивирано)